# عبد الله القحطاني (حكم)
عبد الله القحطاني (1979م -) ، حكم كرة قدم قطري.
و قد حكم في كأس الخليج 2003م، و قد أدار مباراة منتخب عمان لكرة القدم و منتخب الإمارات لكرة القدم في 31 ديسمبر 2003م، و قد أدار مباراة منتخب السعودية لكرة القدم و منتخب اليمن لكرة القدم في 8 يناير 2004م.
1. ↑  "لجنة الحكام توقف القحطاني وتبعده عن لقاء الرياض والأنصار ..." alriyadh.